# 笹川町
笹川町（ささがわまち）とは、千葉県香取郡にかつて存在した町である。東庄町の地名として現存する。

## 地理
- 現在の東庄町の西部に位置し、同町の主要部を占める。
- 村は利根川の南岸に位置する。
- 村域は台地と平地が入り組む谷戸が多い地形になっている。

## 歴史
町名は笹川河岸に由来する。

### 沿革
- 1889年（明治22年）4月1日 - 町村制施行に伴い、須賀山村、鹿野戸村が合併して笹川村が発足。
- 1907年（明治40年）8月1日 - 笹川村が町制施行し笹川町となる。
- 1931年（昭和6年）11月10日 - 国鉄成田線の佐原駅 - 笹川駅間開業にともない笹川駅が開業。
- 1955年（昭和30年）7月20日 - 笹川町は橘村、東城村、神代村とともに合併し、東庄町を新設。同日笹川町廃止

変遷表
| 1868年 以前 | 1868年 以前 | 明治22年 4月1日 | 明治40年 8月1日 | 昭和30年 7月20日 | 現在   |
| ----------- | ----------- | --------------- | --------------- | ---------------- | ------ |
|             | 須賀山村    | 笹川村          | 町制            | 東庄町           | 東庄町 |
|             | 鹿戸村      | 笹川村          | 町制            | 東庄町           | 東庄町 |

## 人口・世帯

### 人口
総数 [単位： 人]
| 1891年（明治24年） | 2,493 |
| 1903年（明治36年） | 3,332 |
| 1920年（大正 9年） | 3,600 |
| 1930年（昭和 5年） | 4,075 |
| 1940年（昭和15年） | 4,430 |
| 1955年（昭和30年） | 5,733 |

### 世帯
総数 [単位： 世帯]
| 1955年（昭和30年） | 933 |

## 交通

### 鉄道
- 日本国有鉄道（ → 東日本旅客鉄道）
  - ■成田線
    - 笹川駅